# كأس العالم لهوكي النساء 2006
كانت بطولة كأس العالم لهوكي السيدات 2006 النسخة الحادية عشرة من بطولة كأس العالم لهوكي السيدات هوكي الميدان. أقيمت في الفترة من 27 سبتمبر إلى 8 أكتوبر 2006 في مدريد، إسبانيا.
فاز هولندا بالبطولة للمرة السادسة بعد هزيمة أستراليا 3–1 في النهائي. وفاز حامل اللقب الأرجنتين بمباراة المركز الثالث بعد هزيمة إسبانيا 5–0. كانت المهاجمة الهولندية سيلفيا كارس هدافة البطولة بـ 6 أهداف.

## التأهيل
كل من أبطال القارات من خمس اتحادات والدولة المضيفة حصلوا على مقعد تلقائي. الاتحاد الأوروبي حصل على حصة إضافية بناءً على تصنيفات FIH العالمية. بجانب الفرق الخمسة المؤهلة من خلال التصفيات، تنافس اثنا عشر فريقاً في هذه البطولة.

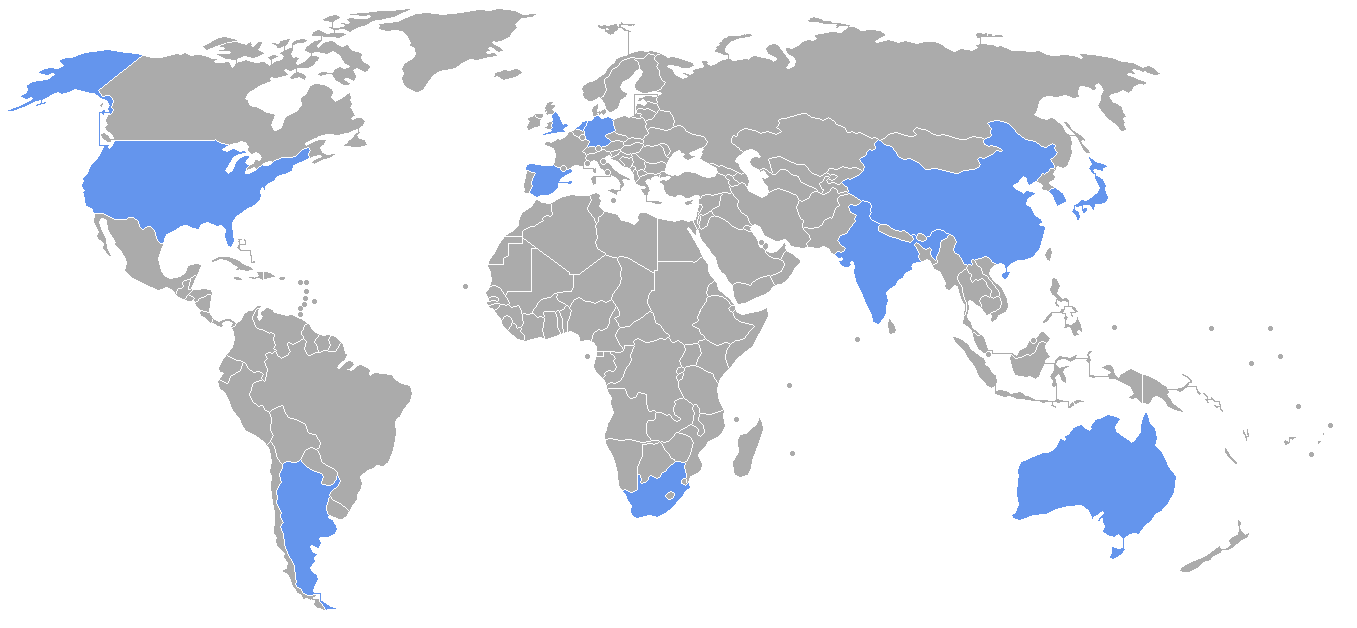
الدول المشاركة

| التواريخ                | الحدث                            | الموقع                             | المتأهلون                                             |
| ----------------------- | -------------------------------- | ---------------------------------- | ----------------------------------------------------- |
| الدولة المضيفة          | الدولة المضيفة                   | الدولة المضيفة                     | إسبانيا                                               |
| 1–8 فبراير 2004         | كأس آسيا للهوكي 2004             | نيودلهي، الهند                     | الهند                                                 |
| 21–28 أبريل 2004        | كأس عموم أمريكا 2004             | بريدج تاون، بربادوس                | الأرجنتين                                             |
| 14–20 أغسطس 2005        | بطولة الأمم الأوروبية لهوكي 2005 | دبلن، أيرلندا                      | هولندا ألمانيا                                        |
| 2–8 أكتوبر 2005         | كأس أفريقيا للأمم للهوكي 2005    | بريتوريا، جنوب أفريقيا             | جنوب إفريقيا                                          |
| 29 أكتوبر–5 نوفمبر 2005 | كأس أوقيانوسيا 2005              | أوكلاند، نيوزيلندا سيدني، أستراليا | أستراليا                                              |
| 25 أبريل–6 مايو 2006    | جولة التصفيات                    | روما، إيطاليا                      | إنجلترا كوريا الجنوبية الولايات المتحدة اليابان الصين |

## الحكام
فيما يلي قائمة بأسماء الحكام الـ14 الذين عينهم الاتحاد الدولي للهوكي لإدارة المباريات في البطولة:
- شييكو أكياما (اليابان)
- جولي أشتون-لوسي (أستراليا)
- كارولين برونيكريف (هولندا)
- أوتي كونين (ألمانيا)
- مارليز دي كليرك (جنوب أفريقيا)
- كارولينا دي لا فوينتي (الأرجنتين)
- جين دانكن (اسكتلندا)
- سارة جارنِت (نيوزيلندا)
- صوليداد إيباريغويري (الأرجنتين)
- آن مكراي (اسكتلندا)
- مياو لين (الصين)
- جينا سبِتاليوري (إيطاليا)
- مينكا وولي (أستراليا)
- كازوكو ياسويدا (اليابان)

## النتائج
جميع الأوقات بتوقيت توقيت وسط أوروبا الصيفي (ت ع م+02:00)

### الجولة الأولى

#### المجموعة أ
| م | الفريق  | لعب | ف | ت | خ | أ.له | أ.ع | أ.ف | نقاط | ت           |
| - | ------- | --- | - | - | - | ---- | --- | --- | ---- | ----------- |
| 1 | هولندا  | 0   | 0 | 0 | 0 | 0    | 0   | 0   | 0    | نصف النهائي |
| 2 | إسبانيا | 0   | 0 | 0 | 0 | 0    | 0   | 0   | 0    | نصف النهائي |
| 3 | إنجلترا | 0   | 0 | 0 | 0 | 0    | 0   | 0   | 0    |             |
| 4 | ألمانيا | 0   | 0 | 0 | 0 | 0    | 0   | 0   | 0    |             |
| 5 | الصين   | 0   | 0 | 0 | 0 | 0    | 0   | 0   | 0    |             |
| 6 | الهند   | 0   | 0 | 0 | 0 | 0    | 0   | 0   | 0    |             |

| 27 سبتمبر 2006 12:00 |

| هولندا                             | 3–2     | الهند            |
| ---------------------------------- | ------- | ---------------- |
| بومين 3' · لاميرز 31' · كارريس 37' | التقرير | سوريندر 49'، 66' |

| الحكام: كارولينا دي لا فوينتي (أرج) شيكو أكياما (ياب) |

| 27 سبتمبر 2006 14:30 |

| الصين           | 2–3   | إنجلترا                           |
| --------------- | ----- | --------------------------------- |
| ما 27' · رن 40' | تقرير | دانسون 12' · رايت 29' · كولين 55' |

| الحكام: جولي أشتون لوسي (أستراليا) أوتي كونين (ألمانيا) |

| 27 سبتمبر 2006 16:00 |

| إسبانيا    | 1–0   | ألمانيا |
| ---------- | ----- | ------- |
| هورتاس 56' | تقرير |         |

| الحكام: سوليداد إيباراجويري (الأرجنتين) سارة غارنيت (نيوزيلندا) |

| 29 سبتمبر 2006 14:00 |

| إنجلترا | 0–1   | هولندا      |
| ------- | ----- | ----------- |
|         | تقرير | سشوبمان 13' |

| الحكام: ماريليز دي كليرك (جنوب أفريقيا) مينكا وولي (أستراليا) |

| 29 سبتمبر 2006 16:00 |

| الصين | 0–1   | إسبانيا    |
| ----- | ----- | ---------- |
|       | تقرير | مونيوث 11' |

| الحكام: كازوكو ياسويدا (اليابان) جينا سبيتاليري (إيطاليا) |

| 29 سبتمبر 2006 18:00 |

| الهند                   | 2–3   | ألمانيا                         |
| ----------------------- | ----- | ------------------------------- |
| سوريندر 34' · خاراب 61' | تقرير | كويهن 21' · هاسي 63' · كيلر 65' |

| الحكام: مياو لين (الصين) آن مكري (اسكتلندا) |

| 1 أكتوبر 2006 12:00 |

| هولندا                | 2–0   | إسبانيا |
| --------------------- | ----- | ------- |
| مولدر 6' · فان آس 42' | تقرير |         |

| الحكام: آن مكري (اسكتلندا) أوتي كوينين (ألمانيا) |

| 1 أكتوبر 2006 14:00 |

| الهند       | 1–1   | إنجلترا   |
| ----------- | ----- | --------- |
| سوريندر 57' | تقرير | روجرز 47' |

| الحكام: جان دونكان (SCO) كارولين برونكريف (NED) |

| 1 أكتوبر 2006 16:00 |

| ألمانيا                         | 3–1   | الصين      |
| ------------------------------- | ----- | ---------- |
| شتوكل 45' · مولر 51' · هاسي 61' | تقرير | سون ز. 53' |

| الحكام: كارولينا دي لا فوينتي (ارج) جولي أشتون-لوسي (استراليا) |

| 3 أكتوبر 2006 12:00 |

| إنجلترا        | 1–0   | ألمانيا |
| -------------- | ----- | ------- |
| ريتشاردسون 38' | تقرير |         |

| الحكام: سارة غارنيت (نيوزيلندا) شييكو أكياما (اليابان) |

| 3 أكتوبر 2006 14:00 |

| الصين  | 1–6   | هولندا                                    |
| ------ | ----- | ----------------------------------------- |
| ما 58' | تقرير | كاريس 16'، 34'، 42' · لامرز 47'، 48'، 66' |

| الحكام: سولداد إيباراجيري (ARG) مينكا وولي (AUS) |

| 3 أكتوبر 2006 16:00 |

| إسبانيا                      | 3–2   | الهند                   |
| ---------------------------- | ----- | ----------------------- |
| مونيوث 10' · سانشيز 30'، 43' | تقرير | سوريندر 17' · أنجوم 48' |

| الحكام: ماريليز دي كليرك (RSA) كارولينا دي لا فوينتي (ARG) |

| 4 أكتوبر 2006 12:00 |

| هولندا | 0–0   | ألمانيا |
| ------ | ----- | ------- |
|        | تقرير |         |

| الحكام: جينا سبطاليري (ITA) شيكو أكياما (JPN) |

| 4 أكتوبر 2006 14:00 |

| الهند | 0–1   | الصين  |
| ----- | ----- | ------ |
|       | تقرير | فو 25' |

| الحكام: سارة غارنيت (نيوزيلندا) جولي آشتون-لوسي (أستراليا) |

| 4 أكتوبر 2006 16:00 |

| إسبانيا  | 1–1   | إنجلترا    |
| -------- | ----- | ---------- |
| كروز 10' | تقرير | كلوكلو 65' |

| الحكام: سوليداد إباراجيريه (الأرجنتين) منكا وولي (أستراليا) |

#### المجموعة ب
| م | الفريق           | لعب | ف | ت | خ | أ.له | أ.ع | أ.ف | نقاط | تأهيل       |
| - | ---------------- | --- | - | - | - | ---- | --- | --- | ---- | ----------- |
| 1 | أستراليا         | 0   | 0 | 0 | 0 | 0    | 0   | 0   | 0    | نصف النهائي |
| 2 | الأرجنتين        | 0   | 0 | 0 | 0 | 0    | 0   | 0   | 0    | نصف النهائي |
| 3 | الولايات المتحدة | 0   | 0 | 0 | 0 | 0    | 0   | 0   | 0    |             |
| 4 | اليابان          | 0   | 0 | 0 | 0 | 0    | 0   | 0   | 0    |             |
| 5 | كوريا الجنوبية   | 0   | 0 | 0 | 0 | 0    | 0   | 0   | 0    |             |
| 6 | جنوب أفريقيا     | 0   | 0 | 0 | 0 | 0    | 0   | 0   | 0    |             |

| 27 سبتمبر 2006 12:30 |

| كوريا الجنوبية     | 2–1   | اليابان  |
| ------------------ | ----- | -------- |
| بارك واي. 10'، 58' | تقرير | تشيبا 8' |

| الحكام: جين دنكان (SCO) مينكا وولي (AUS) |

| 27 سبتمبر 2006 14:00 |

| أستراليا | 1–0   | جنوب إفريقيا |
| -------- | ----- | ------------ |
| بليث 34' | تقرير |              |

| الحكام: كازوكو ياسويدا (اليابان) آن مكراي (اسكتلندا) |

| 27 سبتمبر 2006 18:00 |

| الأرجنتين              | 2–1   | الولايات المتحدة |
| ---------------------- | ----- | ---------------- |
| غارسيا 3' · آيسيغا 32' | تقرير | دوتون 35'        |

| الحكام: جينا سبيرتالي (ITA) مارليز دي كليرك (RSA) |

| 28 سبتمبر 2006 14:00 |

| كوريا الجنوبية | 0–0   | جنوب إفريقيا |
| -------------- | ----- | ------------ |
|                | تقرير |              |

| الحكام: كارولين برونكيريف (NED) أوتي كونين (GER) |

| 28 سبتمبر 2006 16:00 |

| أستراليا                             | 3–1   | الولايات المتحدة |
| ------------------------------------ | ----- | ---------------- |
| تايلور 8' · هدسون 34' · سكيرفينغ 57' | تقرير | دوتون 11'        |

| الحكام: كارولينا دي لا فوينتي (ARG) سارة غارنيت (NZL) |

| 28 سبتمبر 2006 18:00 |

| الأرجنتين                              | 3–2   | اليابان                 |
| -------------------------------------- | ----- | ----------------------- |
| لوتشيتي 9' · غارسيا 14' · مارغالوت 41' | تقرير | تشيبا 70' · كيمورا 70+' |

| الحكام: مياو لين (الصين) جولي أشتون-لوسي (أستراليا) |

| 30 سبتمبر 2006 14:00 |

| كوريا الجنوبية                     | 3–4   | أستراليا                              |
| ---------------------------------- | ----- | ------------------------------------- |
| كيم ج. 6' · تشوي 35' · بارك م. 63' | تقرير | مونرو 17'، 34' · هدسون 18' · سميث 23' |

| الحكام: تشيكو أكياما (اليابان) ماريليز دي كليرك (جنوب أفريقيا) |

| 30 سبتمبر 2006 16:00 |

| الولايات المتحدة | 0–0   | اليابان |
| ---------------- | ----- | ------- |
|                  | تقرير |         |

| الحكام: سوليداد إباراجويري (الأرجنتين) كارولين برونيكرييف (هولندا) |

| 30 سبتمبر 2006 18:00 |

| جنوب أفريقيا           | 2–2   | الأرجنتين                  |
| ---------------------- | ----- | -------------------------- |
| ويلسون 40' · برايت 45' | تقرير | مارغالوت 29' · لوتشيتي 67' |

| الحكام: جان دونكان (اسكتلندا) سارة غارنيت (نيوزيلندا) |

| 2 أكتوبر 2006 12:00 |

| اليابان | 0–0   | أستراليا |
| ------- | ----- | -------- |
|         | تقرير |          |

| الحكام: جينا سبيتاليري (إيطاليا) مياو لين (الصين) |

| 2 أكتوبر 2006 14:00 |

| جنوب أفريقيا | 1–3   | الولايات المتحدة                   |
| ------------ | ----- | ---------------------------------- |
| ماريسيا 44'  | تقرير | لوي 13' · لينجو 24' · فرونزوني 52' |

| الحكام: جولي أشتون-لوسي (أستراليا) شييكو أكياما (اليابان) |

| 2 أكتوبر 2006 16:00 |

| الأرجنتين            | 2–0   | كوريا الجنوبية |
| -------------------- | ----- | -------------- |
| جولا 23' · أيمار 30' | تقرير |                |

| الحكام: كازوكو ياسويدا (JPN) مينكا وولي (AUS) |

| 4 أكتوبر 2006 12:30 |

| جنوب أفريقيا | 0–3   | اليابان                   |
| ------------ | ----- | ------------------------- |
|              | تقرير | كوموري 3'، 29' · ميورا 9' |

| الحكام: جان دنكان (SCO) كارولينا دي لا فوينتي (ARG) |

| 4 أكتوبر 2006 14:30 |

| كوريا الجنوبية | 1–0   | الولايات المتحدة |
| -------------- | ----- | ---------------- |
|                | تقرير | باربر 31'        |

| الحكام: مياو لين (الصين) ماريليز دي كليرك (جنوب أفريقيا) |

| 4 أكتوبر 2006 18:00 |

| أستراليا                   | 3–0   | الأرجنتين |
| -------------------------- | ----- | --------- |
| بيتي 10'، 28' · تايلور 52' | تقرير |           |

| الحكام: اوت كوني (GER) آن مكراي (SCO) |

### تصنيف المركز التاسع إلى الثاني عشر
|  | العبور         | العبور         |   |               | المركز التاسع     | المركز التاسع |  |
|  |                |                |   |               |                   |               |  |
|  | 6 أكتوبر 2006  |                |   |               |                   |               |  |
|  | الصين          | 4              |   |               |                   |               |  |
|  | جنوب إفريقيا   | 0              |   |               |                   |               |  |
|  |                |                |   |               |                   |               |  |
|  |                |                |   |               | 7 أكتوبر 2006     |               |  |
|  |                |                |   |               | الصين             | 1             |  |
|  |                | كوريا الجنوبية | 2 |               |                   |               |  |
|  |                |                |   |               |                   |               |  |
|  |                |                |   |               |                   |               |  |
|  |                |                |   |               | المركز الحادي عشر |               |  |
|  | 6 أكتوبر 2006  | 6 أكتوبر 2006  |   | 7 أكتوبر 2006 | 7 أكتوبر 2006     |               |  |
|  | كوريا الجنوبية | 4              |   | جنوب إفريقيا  | 0                 |               |  |
|  | الهند          | 1              |   |               | الهند             | 1             |  |

#### التصفيات
| 6 أكتوبر 2006 12:30 |

| الصين                                   | 4–0   | جنوب إفريقيا |
| --------------------------------------- | ----- | ------------ |
| رن 14' · ما 18' · سون ز. 29' · تانغ 70' | تقرير |              |

| الحكام: كارولين برونيكريف (هولندا) تشييكو أكياما (اليابان) |

| 6 أكتوبر 2006 15:00 |

| كوريا الجنوبية                               | 4–1   | الهند    |
| -------------------------------------------- | ----- | -------- |
| بارك م. 23' · كيم جو. 26' · بارك ي. 28'، 30' | تقرير | توبو 64' |

| الحكام: آن مكراي (اسكتلندا) كارولينا دي لا فوينتي (الأرجنتين) |

#### المركز الحادي عشر والثاني عشر
| 7 أكتوبر 2006 18:00 |

| جنوب أفريقيا | 0–1   | الهند     |
| ------------ | ----- | --------- |
|              | تقرير | جيوتي 28' |

| الحكام: مياو لين (الصين) آن مكري (اسكتلندا) |

#### المركز التاسع والعاشر
| 7 أكتوبر 2006 19:00 |

| الصين  | 1–2   | كوريا الجنوبية         |
| ------ | ----- | ---------------------- |
| رن 70' | تقرير | تشوي 10' · بارك م. 13' |

| الحكام: جين دنكان (اسكتلندا) كارولينا دي لا فوينتي (الأرجنتين) |

### تصنيف المركز الخامس إلى الثامن
|  | Crossover        | Crossover        |   |               | المركز الخامس | المركز الخامس |  |
|  |                  |                  |   |               |               |               |  |
|  | 6 أكتوبر 2006    |                  |   |               |               |               |  |
|  | إنجلترا          | 0                |   |               |               |               |  |
|  | اليابان          | 2                |   |               |               |               |  |
|  |                  |                  |   |               |               |               |  |
|  |                  |                  |   |               | 7 أكتوبر 2006 |               |  |
|  |                  |                  |   |               | اليابان       | 1             |  |
|  |                  | الولايات المتحدة | 0 |               |               |               |  |
|  |                  |                  |   |               |               |               |  |
|  |                  |                  |   |               |               |               |  |
|  |                  |                  |   |               | المركز السابع |               |  |
|  | 6 أكتوبر 2006    | 6 أكتوبر 2006    |   | 8 أكتوبر 2006 | 8 أكتوبر 2006 |               |  |
|  | الولايات المتحدة | 1                |   | إنجلترا       | 2             |               |  |
|  | ألمانيا          | 0                |   |               | ألمانيا       | 1             |  |

#### التصفيات التمهيدية
| 6 أكتوبر 2006 11:30 |

| إنجلترا | 0–2   | اليابان                   |
| ------- | ----- | ------------------------- |
|         | تقرير | تشيبا 42' · موري موتو 62' |

| الحكام: مارليز دي كليرك (جمهورية جنوب إفريقيا) جينا سبیتاليري (إيطاليا) |

| 6 أكتوبر 2006 14:00 |

| الولايات المتحدة | 1–0   | ألمانيا |
| ---------------- | ----- | ------- |
| سنوز 37'         | تقرير |         |

| الحكام: مينكا وولي (أستراليا) كازوكو ياسودا (اليابان) |

#### المركز السابع والثامن
| 8 أكتوبر 2006 12:00 |

| إنجلترا               | 2–1   | ألمانيا   |
| --------------------- | ----- | --------- |
| روجيرز 15' · ووكر 35' | تقرير | شتوكل 43' |

| الحكام: تشيكو أكياما (JPN) مينكا وولي (AUS) |

#### المركزان الخامس والسادس
| 7 أكتوبر 2006 16:30 |

| اليابان   | 1–0   | الولايات المتحدة |
| --------- | ----- | ---------------- |
| تشيبا 40' | تقرير |                  |

| الحكام: يوت كونن (ألمانيا) جينا سبينلاري (إيطاليا) |

### التصنيف من الأول إلى الرابع
|  | نصف النهائي       | نصف النهائي   |   |               | النهائي       | النهائي |  |
|  |                   |               |   |               |               |         |  |
|  | 6 أكتوبر 2006     |               |   |               |               |         |  |
|  | هولندا            | 3             |   |               |               |         |  |
|  | الأرجنتين         | 1             |   |               |               |         |  |
|  |                   |               |   |               |               |         |  |
|  |                   |               |   |               | 8 أكتوبر 2006 |         |  |
|  |                   |               |   |               | هولندا        | 3       |  |
|  |                   | أستراليا      | 1 |               |               |         |  |
|  |                   |               |   |               |               |         |  |
|  |                   |               |   |               |               |         |  |
|  |                   |               |   |               | المركز الثالث |         |  |
|  | 6 أكتوبر 2006     | 6 أكتوبر 2006 |   | 8 أكتوبر 2006 | 8 أكتوبر 2006 |         |  |
|  | أستراليا (a.e.t.) | 1             |   | الأرجنتين     | 5             |         |  |
|  | إسبانيا           | 0             |   |               | إسبانيا       | 0       |  |

#### نصف النهائي
| 6 أكتوبر 2006 16:30 |

| هولندا                                   | 3–1   | الأرجنتين     |
| ---------------------------------------- | ----- | ------------- |
| كاريس 13' · فان جينهويزن 45' · لامرز 60' | تقرير | هيرنانديز 64' |

| الحكام: جولي أشتون-لوسي (أستراليا) أوتي كونن (ألمانيا) |

| 6 أكتوبر 2006 19:00 |

| أستراليا    | 1–0 (a.e.t.) | إسبانيا |
| ----------- | ------------ | ------- |
| فاولكنر 72' | تقرير        |         |

| الحكام: سوليداد إباراجيري (الأرجنتين) سارة جارنيت (نيوزيلندا) |

#### المركز الثالث والرابع
| 8 أكتوبر 2006 14:30 |

| الأرجنتين                                   | 5–0   | إسبانيا |
| ------------------------------------------- | ----- | ------- |
| هيرنانديز 2'، 6'، 12' · روسو 51' · جولا 53' | تقرير |         |

| الحكام: جولي أشتون-لوسي (أستراليا) ماريليز دي كليرك (جنوب أفريقيا) |

#### النهائي
| 8 أكتوبر 2006 17:00 |

| هولندا                     | 3–1   | أستراليا   |
| -------------------------- | ----- | ---------- |
| باومن 41'، 67' · كاريس 55' | تقرير | ساندرز 47' |

| الحكام: سوليداد إباراجورري (ARG) سارة جارنيت (NZL) |

## الجوائز
| هدافة البطولة | لاعبة البطولة | حارسة مرمى البطولة | أفضل لاعبة شابة في البطولة | كأس اللعب النظيف |
| ------------- | ------------- | ------------------ | -------------------------- | ---------------- |
| سيلفيا كاريس  | نوريا كامون   | إيمي تران          | كارلا ريبيكي               | جنوب إفريقيا     |

## إحصائيات

### الترتيب النهائي
| م  | مج | الفريق           | لعب | ف | ت | خ | أ.له | أ.ع | أ.ف | نقاط |
| -- | -- | ---------------- | --- | - | - | - | ---- | --- | --- | ---- |
| 1  | A  | هولندا           | 7   | 6 | 1 | 0 | 18   | 5   | +13 | 19   |
| 2  | B  | أستراليا         | 7   | 5 | 1 | 1 | 13   | 7   | +6  | 16   |
| 3  | B  | الأرجنتين        | 7   | 4 | 1 | 2 | 15   | 11  | +4  | 13   |
| 4  | A  | إسبانيا          | 7   | 3 | 1 | 3 | 6    | 11  | −5  | 10   |
|    |    |                  |     |   |   |   |      |     |     |      |
| 5  | B  | اليابان          | 7   | 3 | 2 | 2 | 9    | 5   | +4  | 11   |
| 6  | B  | الولايات المتحدة | 7   | 3 | 1 | 3 | 7    | 7   | 0   | 10   |
| 7  | A  | إنجلترا          | 7   | 3 | 2 | 2 | 8    | 8   | 0   | 11   |
| 8  | A  | ألمانيا          | 7   | 2 | 1 | 4 | 7    | 7   | 0   | 7    |
| 9  | B  | كوريا الجنوبية   | 7   | 3 | 1 | 3 | 11   | 10  | +1  | 10   |
| 10 | A  | الصين            | 7   | 2 | 0 | 5 | 10   | 15  | −5  | 6    |
| 11 | A  | الهند            | 7   | 1 | 1 | 5 | 9    | 15  | −6  | 4    |
| 12 | B  | جنوب إفريقيا     | 7   | 0 | 2 | 5 | 3    | 14  | −11 | 2    |

### الهدافون
عدد الأهداف المُسجلة  116 هدفًا  في 42 مباراة، بمتوسط 2.76 هدفًا في المباراة الواحدة.
6 أهداف
- سيلفيا كاريس

5 أهداف
- سوريندر كور
- كيم لاميرس

4 أهداف
- ماريا دي لا باز هيرنانديز
- كاوري تشيبا
- بارك يونغ-سون

3 أهداف
- رن يي
- ما ييبو
- مارتجي باومن
- بارك مي-هيون

هدفان
- سوليداد غارسيا
- أليخاندرا غولا
- روزاريو لوكتي
- مرسيدس مارغالوت
- ويندي بيتي
- نيكي هدسون
- هوب مونرو
- سارة تايلور
- صن زين
- كلو روجرز
- ماندي هاسي
- مايك شتوكيل
- تومومي كوموري
- تشوي أون-يونغ
- كيم جونغ-هي
- سيلفيا مونيوث
- بيلار سانشيز
- كيلي دوتون

هدف
- ماغدالينا آيسيغا
- لوسيانا أيمار
- ماريني روسو
- مادونا بليث
- سوزي فولكنر
- ريبيكا ساندرز
- أنجي سكرفينغ
- كارين سميث
- فو باورونغ
- تانغ تشونلينغ
- ميلاني كلولو
- كريستا كولين
- أليكس دانسون
- هيلين ريتشاردسون
- راشيل ووكر
- لوسيلا رايت
- ناتاشا كيلر
- أنك كوهن
- سيلكي مولر
- سابا أنجوم كريم
- ممتا كار
- جيوتي سونيتا كولو
- بينيتا توبو
- تشي كيمورا
- كيكو ميورا
- ساكي موريموتو
- إيفكي مولدر
- جانيك شوبمان
- نعومي فان أس
- ميك فان غينهوزن
- تارين برايت
- مارشا ماريشيا
- جينيفر ويلسون
- مونتسي كروز
- راكيل هورتاس
- كيت باربر
- أبريل فرونزوني
- كاري لينجو
- أنجي لوي
- تيفاني سنو

مصدر: FIH

## وصلات خارجية
- الموقع الرسمي للاتحاد الدولي للهوكي
- الموقع الرسمي